# Dương Huy (xã)
Dương Huy là một xã thuộc thành phố Cẩm Phả, tỉnh Quảng Ninh, Việt Nam.
Xã Dương Huy có diện tích 47,44 km², dân số năm 1999 là 2911 người, mật độ dân số đạt 61 người/km².